# نیروگاه گناوه
نیروگاه سیکل ترکیبی گناوه (در کیلومتر ۲۰ جادهٔ گناوه – برازجان)، یکی از نیروگاه‌های حرارتی ایران با ظرفیت تولید نامی ۴۸۴ مگاوات است که شامل ۲ واحد گازی ۱۶۲ مگاواتی و ۱ واحد بخار ۱۶۰ مگاواتی است.
سرمایه‌گذار این نیروگاه شرکت مپنا در قالب یک طرح «ساخت، تملک و بهره‌برداری» (B.O.O) بوده‌است. احداث نیروگاه سیکل ترکیبی گناوه با اعتباری بالغ بر ۳۲۶ میلیون یورو انجام شد. بر طبق قرارداد بین وزارت نیرو و شرکت تولید برق گناوه مپنا (مالک نیروگاه)، خرید برق نیروگاه به صورت خرید تضمینی (ECA) خواهد بود و پس از اتمام دوره خرید تضمینی، برق این نیروگاه در بازار برق و بورس انرژی عرضه خواهد شد.
کلیه تجهیزات اصلی نصب شده در این نیروگاه از محصولات کارخانجات گروه مپنا بوده و عملیات احداث و بهره‌برداری این نیروگاه توسط شرکت‌های زیر مجموعه گروه مپنا انجام می‌شود. شرکت تولید برق گناوه مپنا (سهامی خاص) به عنوان مالک نیروگاه، راهبری پروژه طی دوره احداث و بهره‌برداری ۲۰ ساله بر عهده دارد.